# Foyil Filling Station
O Foyil Filling Station é um antigo posto de gasolina em Foyil, Oklahoma, foi inscrito no Registro Nacional de Lugares Históricos em 2015.
Situa-se no alinhamento original da U.S. Route 66 dos EUA.

## História
Em abril de 1923, Thomas B. Millard comprou o lote 12 do quarteirão 12 em Foyil, Oklahoma, onde viria a construir a Foyil Filling Station, antes de vender a propriedade ao seu irmão William J. Millard e de se mudar para o Texas em outubro de 1926. William J. Millard vendeu a propriedade a George W. Vincent e à sua mulher Violet em outubro de 1931. O Sr. e a Sra. Vincent venderam a propriedade a Joseph Floyd Shaffer em junho de 1937, mas este já estava operando a estação desde 1932. Floyd Shaffer, que era cunhado de Tom e William Millard e primo de George Vincent, geriu a estação durante os 33 anos seguintes, até esta deixar de funcionar em meados da década de 1960. Floyd era um veterano de combate da Primeira Guerra Mundial, servindo na Companhia de Metralhadoras da 90ª Divisão, 358ª Infantaria dos EUA. Esteve envolvido em várias batalhas importantes depois de ter sido enviado para França e tinha recordações da guerra expostas de forma proeminente nas paredes da estação. Geriu com sucesso a estação numa altura em que Foyil tinha cinco outras estações de serviço a funcionar em simultâneo. As outras estações acabaram fechando as portas e foram demolidas, deixando apenas a Foyil Filling Station de pé. No entanto, também esta fechou depois de se ter aguentado durante vários anos, quando a Route 66 foi deslocada para oeste, em 1962. A estação começou e terminou como uma estação de serviço Texaco, o que faz dela uma das mais antigas estações Texaco ainda existentes na Route 66.
Andrew Hartley Payne, natural de Foyil, passou a correr pela estação de serviço a caminho da vitória na Grande Corrida Transcontinental a Pé de 1928. O cantor/ator Gene Autry conhecia bem a estação por ter ficado alojado numa pensão do outro lado da rua, enquanto trabalhava como operador de telégrafo para o caminho de ferro Frisco. Além disso, o Ed Galloway's Totem Pole Park, que foi uma atração popular da Route 66 durante muitos anos, situa-se apenas a alguns quilômetros de distância, na State Highway 28A.